# Weiden Challenger 1995
Il Weiden Challenger 1995 è stato un torneo di tennis facente parte della categoria ATP Challenger Series nell'ambito dell'ATP Challenger Series 1995. Il torneo si è giocato a Weiden in Germania dal 12 al 18 giugno 1995 su campi in terra rossa.

## Vincitori

### Singolare
Dinu Pescariu ha battuto in finale  Lars Burgsmüller con il punteggio di 6–4, 6–2

### Doppio
Dirk Dier /  Lars Koslowski hanno battuto in finale  Emilio Benfele Álvarez /  Brent Larkham con il punteggio di 6–3, 6–3